# Deutschnationale Volkspartei
Deutschnationale Volkspartei (Tysknationale Folkeparti, DNVP) var et nationalkonservativt parti i den tyske Weimar-republik. Partiet eksisterede fra 1918 til Hitlers magtovertagelse i 1933. Partiet ønskede bl.a. genoprettelse af kejserdømmet og ophævelse af Versailles-freden. Vælgerne kom især fra de store godsejerområder i Mellem- og Østtyskland samt byernes under- og middelklasse; tilslutningen lå mellem 8 % og 20 %.

## Valgresultater
| Rigsdagsvalg og forfatningsgivende nationalforsamling (1919) | Rigsdagsvalg og forfatningsgivende nationalforsamling (1919) | Rigsdagsvalg og forfatningsgivende nationalforsamling (1919) |
| ------------------------------------------------------------ | ------------------------------------------------------------ | ------------------------------------------------------------ |
| Valgene til den tyske nationalforsamling i 1919              | 10,3 %                                                       | 44 pladser                                                   |
| Rigsdagsvalget i 1920                                        | 15,1 %                                                       | 71 pladser                                                   |
| Rigsdagsvalget i maj 1924                                    | 19,5 %                                                       | 95 pladser                                                   |
| Rigsdagsvalget i december 1924                               | 20,5 %                                                       | 103 pladser                                                  |
| Rigsdagsvalget i 1928                                        | 14,3 %                                                       | 73 pladser                                                   |
| Rigsdagsvalget i 1930                                        | 7,0 %                                                        | 41 pladser                                                   |
| Rigsvalgvalget i juli 1932                                   | 5,9 %                                                        | 37 pladser                                                   |
| Rigsdagsvalget i november 1932                               | 8,7 %                                                        | 52 pladser                                                   |
| Rigsdagsvalget i 1933                                        | 8,0 %                                                        | 52 pladser                                                   |

Parlamentsmedlemmet Heinrich Fassbender, som tidligere havde været medlem af DNVP og Deutsche Volkspartei, og efter krigen havde sluttet sig til det liberale parti FDP, forsøgte sammen med andre højrekonservative at genopstarte DNVP i 1962. Partiet gik senere ind i NPD.